# Chiara Banchini
Chiara Banchini (Lugano, 7 ottobre 1946) è una violinista e direttrice d'orchestra svizzera, specializzata in musica barocca.

## Biografia
Dopo essersi diplomata presso il conservatorio di Ginevra, ha completato i suoi studi come allieva del violinista e direttore d'orchestra ungherese Sándor Végh, per poi specializzarsi in violino barocco presso il Koninklijk Conservatorium dell'Aia come allieva di Sigiswald Kuijken.
Completata la sua formazione, ha insegnato violino barocco presso la scuola di musica Milano Civica a Milano e il Centre de Musique Ancienne di Ginevra. In seguito, dal 1991 al 2010, ha tenuto una cattedra presso la Schola Cantorum Basiliensis di Basilea. Il violinista italiano Enrico Gatti è stato suo allievo.
Chiara Banchini suona un violino del 1674, opera del liutaio cremonese Nicola Amati.
Nel 1981 Chiara Banchini ha fondato l'Ensemble 415, un ensemble che ella stessa ha diretto fino al 2012. Il repertorio dell'Ensemble 415 era basato principalmente sui capolavori del barocco italiano e si distingueva per un approccio tecnico rigoroso, con l'utilizzo di autentici strumenti d'epoca.
Dal 2014 ha ricominciato a dirigere collaborando stabilmente con Theresia Youth Baroque Orchestra di cui è uno dei tre direttori principali assieme a Claudio Astronio e Alfredo Bernardini.